# جنگ ایران و عثمانی (۱۶۱۸–۱۶۰۳)

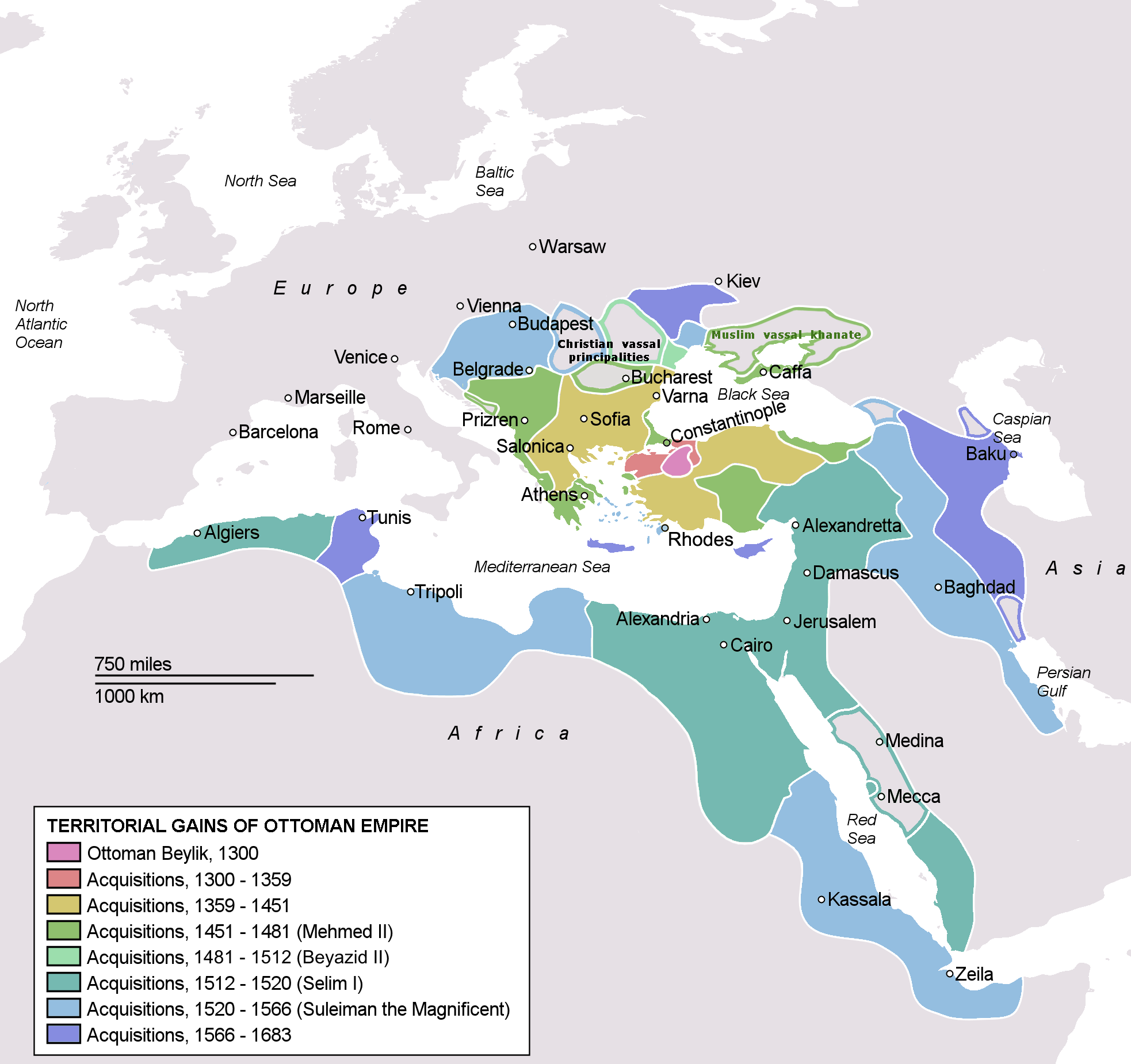
نقشه امپراتوری عثمانی در بزرگترین حالت خود در سال ۱۶۸۳

جنگ صفویه و عثمانی از سال ۱۶۰۳ تا ۱۶۱۸، جنگی بود که در میان شاه عباس یکم صفویان ایران و سلطان احمد یکم عثمانی درگرفت.

جنگ ایران و عثمانی (۱۶۱۸–۱۶۰۳) اندکی پیش از مرگ پدر احمد یکم (محمد سوم) آغاز شده بود. احمد یکم پس از به تخت نشستن، زاده یوسف سنان پاشا را به عنوان رهبر سپاه شرق منصوب کرد. ارتش عثمانی در ۱۵ ژوئن ۱۶۰۴ از قسطنطنیه حرکت کرد اما خیلی دیر شده بود، و زمانی که در ۸ نوامبر ۱۶۰۴ به جبهه شرقی رسید، ارتش صفوی ایروان را تصرف کرد و وارد ایالت قارص شد و فقط قوای عثمانی می‌توانست در آخالتسیخه آنها را متوقف کند. با وجود مساعد بودن شرایط، یوسف سینان پاشا تصمیم گرفت برای زمستان در وان بماند، اما پس از آن به ارزروم لشکر کشید تا از حمله صفویان جلوگیری کند. این امر باعث ناآرامی در سپاه عثمانی شد و آن سال عملاً برای عثمانی‌ها هدر رفت و بی‌نتیجه ماند.
در سال ۱۶۰۵، یوسف سیان پاشا برای تصرف تبریز لشکرکشی کرد، اما ارتش توسط کوسه صفر پاشا، بیگلربیگی ارزروم، تضعیف شد و به‌طور جداگانه و بدون راهبری از سینان پاشا به سمت صفویان لشکر کشید و در نتیجه توسط لشکر صفویان اسیر شد. ارتش عثمانی در نبرد ارومیه شکست خورد و مجبور شد ابتدا به وان و سپس به دیاربکر فرار کند. سینان پاشا، جانبولات اوغلو حسین پاشا، بیگلربیگی حلب که برای کمک آمده بود، به بهانه اینکه خیلی دیر آمده‌است را اعدام کرد. این کار باعث شورش در سپاه شد. در این شورش سنان پاشا کشته شد و قوای صفوی توانست گنجه، شیروان و شماخی را در آذربایجان تصرف کند.

## جریان جنگ

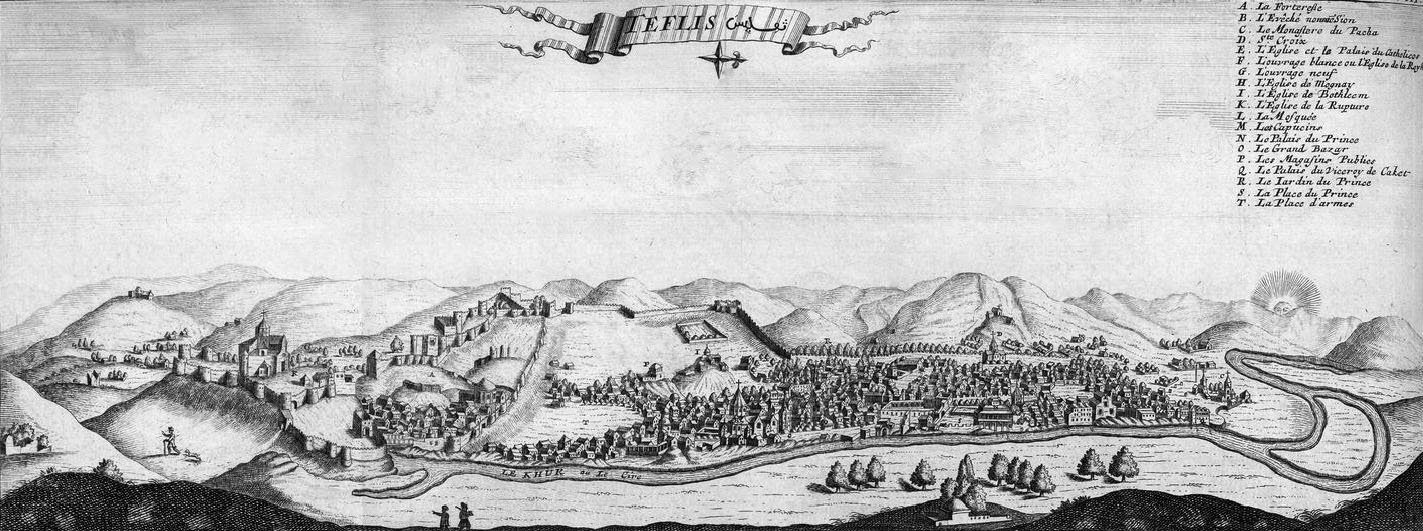
تصویری از منطقه جنگ بین صفوی و عثمانی

شاه عباس پس از مدتی استقرار در مقام پادشاهی، با همکاری الله‌وردی خان گرجی، سردار مورد علاقه‌اش و رابرت شرلی انگلیسی توانسته بود دست به اصلاحاتی در ساختار ارتش بزند و بنابراین جنگ را با عثمانی در سال ۱۶۰۳ آغاز نمود و در سال ۱۶۰۴ در نبرد ارومیه نخستین پیروزی‌اش را رقم زد. این پیروزی شاه عباس، عثمانی‌ها را مجبور ساخت تا مناطقی مانند بغداد عراق را که قبلاً در مبارزات خود با ایرانیان تصرف کرده بودند، باز پس دهند. وی کمی پس از آن پیروزی در سال ۱۶۰۵، با گذشتن از رود فرات پیروزی دیگری را در منطقه بصره به‌دست آورد. پس از مدتی در سال ۱۶۱۱، شاه عباس عثمانی‌ها را در فشار گذاشت تا مناطق شیروان و کردستان را به ایران بازگردانند. تا مدتی پس از آن جنگی وجود نداشت اما در سال ۱۶۱۸ جنگی میان سپاه ایران و سپاهی متشکل از عثمانی‌ها و تاتارها در نزدیک شهر سلطانیه درگرفت که در این جنگ لشکر عثمانی‌ها و تاتارها به‌کلی نابود شد و این جنگ منجر به قراردادی بسیار راضی‌کننده برای ایرانیان شد.